# Mary Yanni
Mary Yanni , född 1895, död 1975, var en libanesisk kvinnorättsaktivist, författare och journalist. Hon var en av förgrundsfigurerna och pionjärerna i den tidigare libanesiska kvinnorörelsen. 